# 白河バイパス
白河バイパス（しらかわバイパス）は福島県白河市内を通る国道294号のバイパスである。当頁では当バイパスに接続する改良事業である豊地工区についても述べる。

## 概要
白河市中心部を通る国道294号は江戸時代の奥州街道の道筋をほぼそのまま辿っているため、城下町特有の枡形が多く残された悪線形であるとともに十分な歩道幅が確保しにくいことから自動車、歩行者ともに交通の安全性が確保できなかった。また、国道4号と交差、重複する地点である薄葉交差点、女石交差点では特にラッシュ時に慢性的な渋滞が発生していた。このため、市街地区間の迂回と緊急輸送道路の強化のために1995年度（平成7年度）に福島県により事業化され、2023年（令和5年）2月4日に全線開通。
施工区間は国道289号交点から国道294号と福島県道11号白河石川線（御斎所街道）が交差する四ツ辻交差点までの白河市中心市街地を迂回する白河バイパス工区（全長2,480 m）と、四ツ辻交差点から薄葉交差点までの国道4号重用区間を解消する白河バイパス北工区（全長1,640 m）に分けられる。現在は白河バイパス工区のうち0.4 kmが供用されている。当バイパスの開通により市街地の交通の安全確保、国道4号周辺での渋滞の解消のほか、白河厚生総合病院へのアクセスが改善されることによる県南地域の医療体制の強化、東日本大震災による地すべりで被災、孤立した葉ノ木平地区の防災対策、白河小峰城や南湖公園、白河市によって整備される災害復興記念公園等へのアクセス改善が期待されている。
当初は全線4車線で計画されていたが、将来の通行量減少を見込み全線2車線に変更された。またそれに伴い、国道289号交差点と国道4号交差点における立体交差が平面交差に変更されているほか、ルート変更として小峰城跡の回避と現道の活用に伴う円明寺トンネルの計画が廃止になった。

### 路線データ
- 起点：福島県白河市東大沼（国道289号交点）
- 終点：福島県白河市薄葉（国道4号交点〈薄葉交差点〉）
- 全長：4.120 km
- 標準幅員：15.000 m
  - 車道幅員：8.000 m
    - 車線幅員：3.250 m

  - 自転車歩行者道幅員：両側3.500 m
- 車線数：2車線

## 路線状況

### 主要構造物
- 南湖トンネル（全長474 m 仮称は五郎窪トンネル）
- 円明寺橋
  - 全長：20.6 m
  - 幅員：13.0（30.0） m
  - 形式：PC単純プレテン床版桁橋
  - 竣工：2012年度
  - 白河市円明寺から南町・馬町下に跨り、一級水系阿武隈川水系谷津田川を渡る。橋上は2車線が上下で分離された橋梁により供用されており、上下線両側に幅員6.0 mの歩道が設置されている。北詰は谷津田川せせらぎ通りの起点となっている。総工費は3億3200万円[7][8]。
- JR東北本線跨道橋（30 m）[注釈 1]
- 小峰大橋（全長192 m 阿武隈川 仮称は新田町大橋）
  - 鋼3径間連続非合成箱桁橋[6]

## 歴史
- 1995年度（平成7年度） - 事業採択[1][2]。
- 2009年（平成21年）3月 - 白河市により「白河都市計画マスタープラン」が策定され、市街地を縦断し白河中央スマートICへアクセスする南北軸に当バイパスが位置づけられる。
- 2013年度（平成25年度） - 都市計画道路西郷搦手線から国道294号現道四ツ辻交差点までの馬町工区延長370 mが部分開通[3]。
- 2014年（平成26年） - 県により白河バイパス整備チーム発足[9]。
- 2019年（令和元年）12月 - 南湖トンネル掘削開始[9]。
- 2020年（令和2年） - 白河市の公募により、南湖トンネル・小峰大橋の名称決定[10]。
- 2020年（令和2年）12月18日 - 小峰大橋上部工完成[9]。
- 2021年（令和3年）1月20日 - 南湖トンネルが貫通[9]。
- 2021年(令和3年）12月17日 - 起点から南湖トンネル南側の取付部までの一部区間が部分開通[11]。
- 2022年（令和4年）3月6日 - 小峰大橋を含む終点側の延長1.2 kmが部分開通[6]。
- 2023年（令和5年）2月4日 - 起点から西郷搦手線までのバイパス部延長1.56 kmおよび現道拡幅部0.58 kmが開通し全線開通[4]。

## 地理

### 交差する道路
- 国道289号（白河市東大沼）
- 都市計画道路西郷搦目線（福島県道18号白河停車場線）（白河市円明寺）※未開通
- 国道294号現道・福島県道11号白河石川線（四ツ辻交差点）
- 国道4号・国道294号現道（薄葉交差点）

### 沿線
- 丹羽長重霊廟

## 豊地工区
豊地工区（とよちこうく）は白河バイパス北側に隣接する改良区間である。

### 路線データ
- 起点：白河市豊地
- 終点：白河市豊地
- 全長：1.8 km
- 車道幅員：6.5 m

### 豊地工区の詳細
東北自動車道白河中央スマートIC北側に造成された工業団地（工場の森・新白河）への企業進出を支援するためにスマートIC、国道4号へと行き来する大型貨物車両のアクセス改善を目的として行われている現道拡幅事業である。2011年度（平成23年度）に事業化され、2019年度の供用を予定している。東北自動車道ボックスカルバートの新たな建設、大谷地橋の架替が当事業に伴い行われた。